# Paraleptidea sanmartini
Paraleptidea sanmartini är en skalbaggsart som först beskrevs av Dmytro Zajciw 1960.  Paraleptidea sanmartini ingår i släktet Paraleptidea och familjen långhorningar.
Artens utbredningsområde är Uruguay. Inga underarter finns listade i Catalogue of Life.